# Choco
Os chocos, sibas ou sépias são moluscos marinhos da classe Cephalopoda, ordem Sepiida.
Os chocos têm uma concha interna, bolsa de tinta, oito braços e dois tentáculos, e cinco dentes de quitina.
Possuem uma capacidade de camuflagem extremamente complexa; suas gamas incríveis de cores são devidas às células especiais, os cromatóforos. Além disso, possuem músculos também localizados em sua pele nos quais se estendem pseudo-espinhos, também úteis para se camuflar na areia, por exemplo.
Um animal tímido, os chocos têm uma vida tanto diurna como noturna, sendo, a última, a mais ativa. Alimentam-se de outros pequenos seres, tais como camarões, peixes, sangue e outros.
Depois de capturarem suas presas, eles matam-nas com um mecanismo na sua boca, semelhante a um liquidificador, com que retalham suas vítimas.
Além disso, é muito apreciado na cozinha setubalense, seja frito cozido, etc.

## Anatomia & Reprodução
Os chocos, na época de acasalamento, precisam colocar o esperma ao mesmo lugar no qual são expelidas fezes e tinta da fêmea. Isso ocorre porque o choco não possui uma vulva, de modo que o oviduto tenha que chegar até o sifão.  

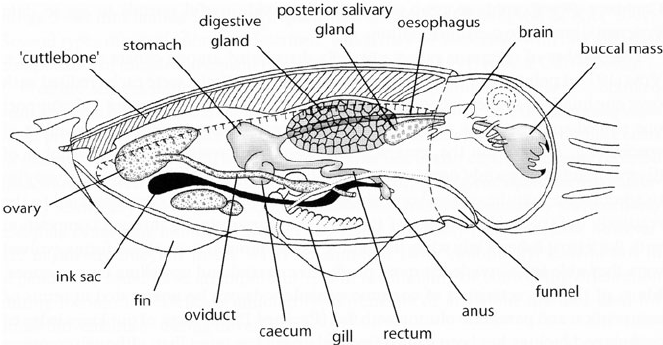
As sépias nessecitam de se reproduzir através do mesmo lugar aonde é expelido as fezes e a tinta.